# Слейні
Слейні (ірл. An tSláine — річка в Ірландії. Розташована на південному сході країни. Річка бере початок на висоті 926 м над рівнем моря на горі Лугнакілла (англ. Lugnaquilla) у графстві Віклов. Нижче протікає через графства Карлоу і Вексфорд. Впадає в Ірландське море в гавані Вексфорд. Довжина річки близько 118 км. Серед великих приток — Деррі, Клоді і Банн. Площа водозбірного басейну становить 1762 км², з яких 57 % займають пасовища. У річці ловлять атлантичного лосося і пструга. На річці побудовано 32 автомобільних мости й один залізничний.